# 접책

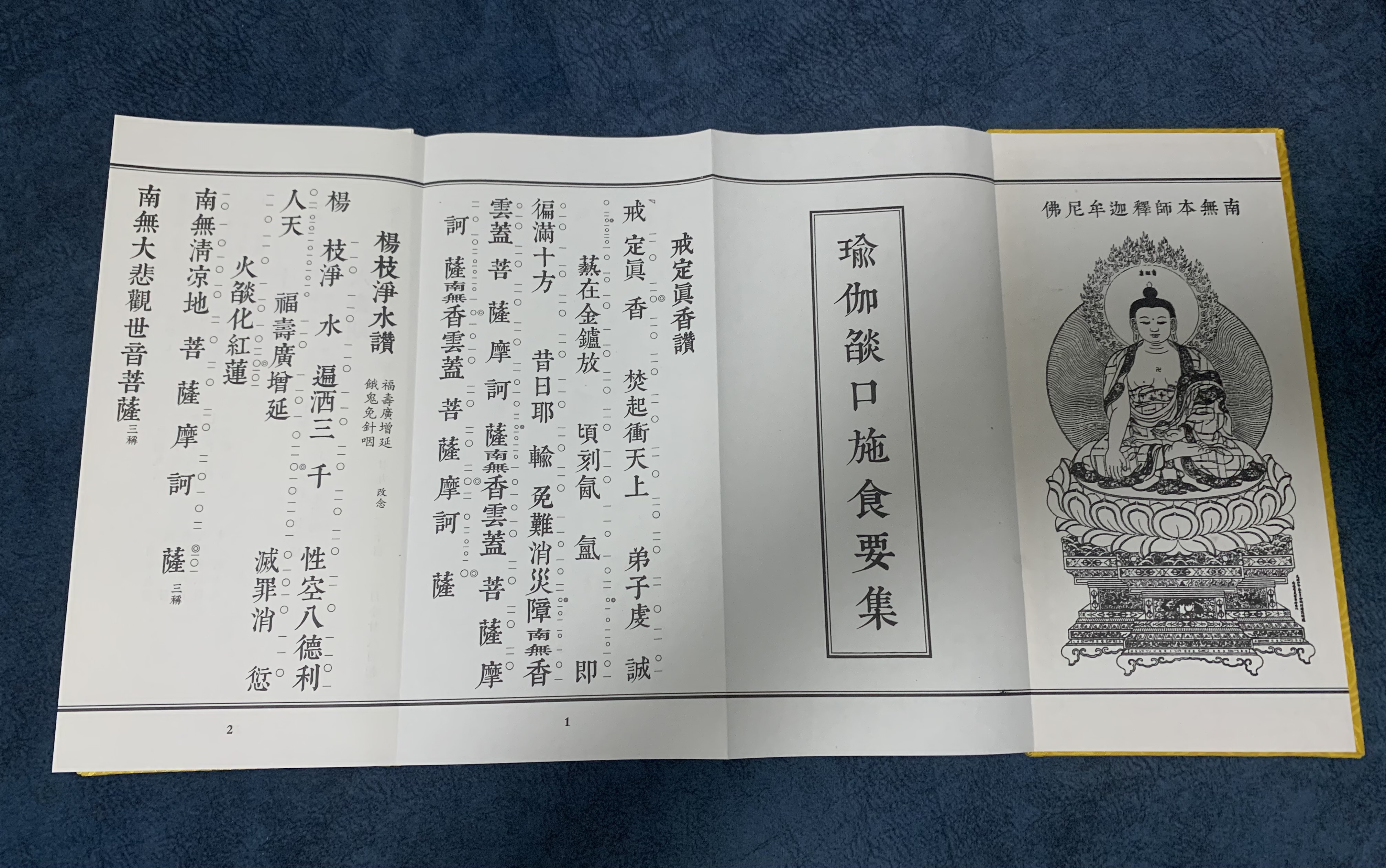
징저좡(경절장) 형태로 제본된 탄트라 중국 불교 유가염구(瑜珈焰口 또는 瑜珈燄口) 의식 지침서의 현대판 인쇄물.

접책(摺冊, accordion book, 중국어: 經摺裝, 한어병음: Jīngzhé zhuāng, 일본어: 折り本, 로마자: Orihon), 절본(折本), 첩장(帖裝)은 현대 책의 역사적 전신으로, 콘서티나 바인딩으로도 알려진 콘서티나 접지 구조를 가진 코덱스이다.
중국 당나라 (618 – 907)에서 유래한 접지 형태는 두루마리를 대체하는 대안으로 발전하여 텍스트를 다루고 읽기 쉽게 만들었다. 특히 이 형태의 제본은 불교 경전, 서예 및 삽화 작품에 널리 사용되었다. 이 형식은 불교의 유입과 함께 일본과 한국으로도 퍼졌다.

## 구성
접책은 한쪽 면에 글이 있는 긴 종이 띠를 지그재그 방식으로 접어서 압축한 형태이다. 접책의 형식은 두루마리와 코덱스 사이의 단계로 간주된다.
접는 방식은 콘서티나의 공기 벨로나 동명의 아코디언과 유사하여, 책을 닫았을 때 모든 글이 있는 면이 다른 글이 있는 면을 마주본다. 따라서 어떤 페이지라도 펼칠 수 있다. 책의 앞면과 뒷면 끝 부분에는 표지가 부착될 수 있다. 디엘은 접책이 뒷면에 구멍이 뚫려 있어 책을 "끈으로 엮을" 수 있다고 설명한다.

## 역사

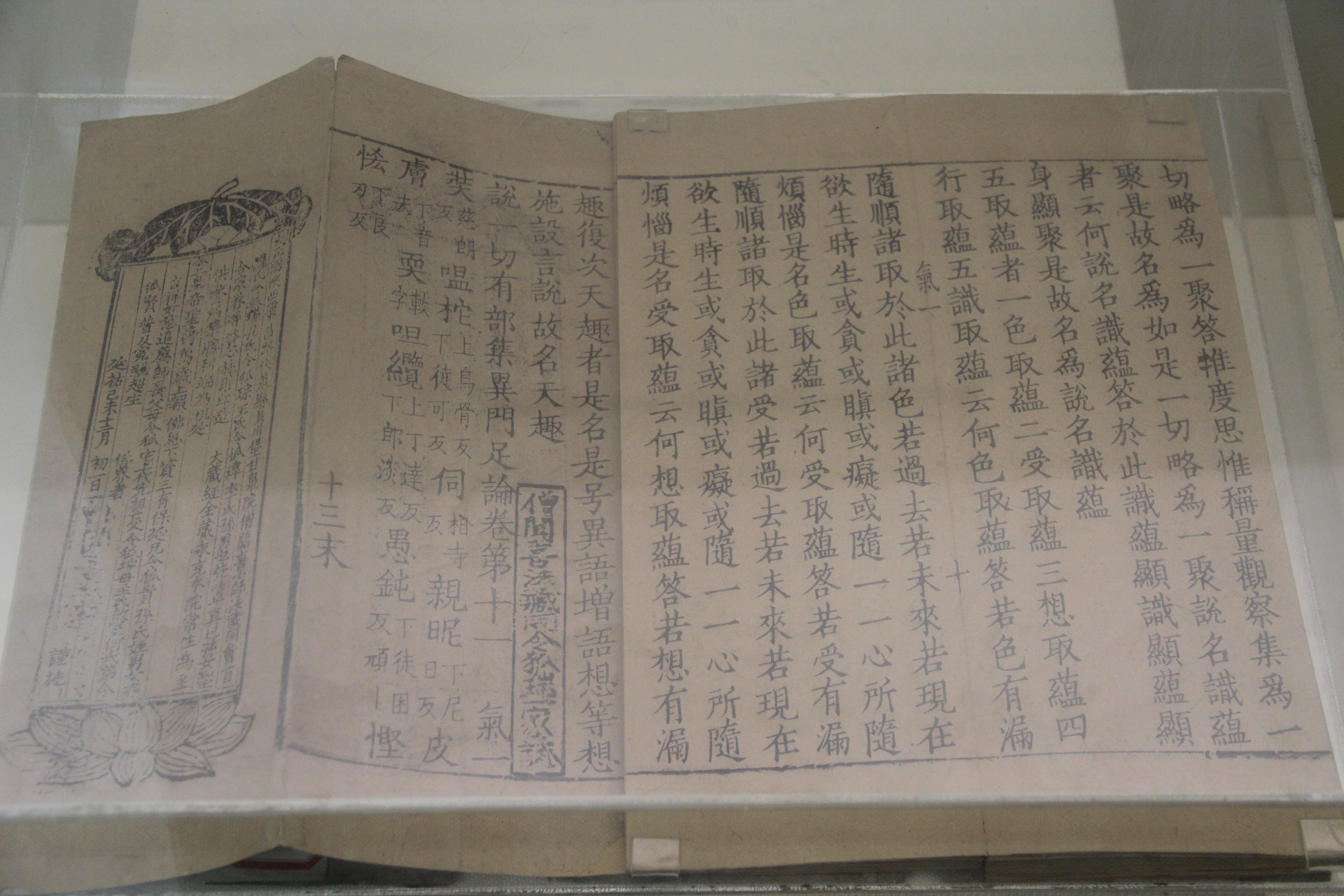
중국 란저우의 간쑤 성 박물관에 소장된 원나라 (1271 – 1368) 징저좡(경절장) 양식 불경.

중국어로 징저좡(경절장)으로 알려진 접책의 역사는 고대 중국의 초기 제본 형태에서 시작된다. 종이의 발명 이전에 텍스트는 일반적으로 두 가지 주요 형식으로 기록되었다. 첫 번째 형식은 비단 천에 글을 쓰고 두루마리 형태로 보관하는 것으로, 서우쥐안(중국어: 手卷, 한어병음: Shǒujuàn, 직역: "손 두루마리")으로 알려져 있다. 다른 형식은 나무 재료, 특히 대나무에 텍스트를 새긴 것이다. 이 대나무 조각들은 얇은 수직 조각으로 잘라낸 다음 끈으로 엮거나 묶어서 두루마리처럼 말거나 쌓아서 앞뒤로 접을 수 있게 했다. 이 접힌 버전은 간독이라 불렸고, 기원전 5세기 초까지 거슬러 올라간다.
서기 2세기 종이 발명 이후, 중국의 제본가들은 간독(簡牘) 구조를 새로운 매체에 적용하기 시작했다. 이러한 혁신은 당나라 시대에 징저좡(經摺裝) 제본 양식의 발전을 이끌었다. 새로운 형식은 간독의 접힌 구조를 유지하면서 대나무 대신 종이를 사용하여 책을 더 가볍고 유연하며 복제하기 쉽게 만들었다. 징저좡 책은 서로 붙인 종이 시트로 이루어진 긴 두루마리를 번갈아 이리저리 접어 콘서티나와 같은 효과를 내도록 만들었다. 동시에 당 시대는 중국 불교의 중요한 발전기였다. 이 시기 중국화된 불교는 제국 전역에서 널리 받아들여지고 실천되었으며, 많은 사원과 승려들이 있었고, 당 황실은 많은 새로운 불교 경전을 산스크리트어에서 중국어로 번역하도록 위임했다. 따라서 접책 제본은 불교 경전을 인쇄하는 데 인기 있는 형식이 되었다. 징저좡 책의 가장 오래된 현존하는 예 중 하나인 10 x 14 cm 크기의 소형 버전이 중국 서부 둔황 고고학 유적지에서 발견되었다. 900년 이전으로 거슬러 올라가는 이 책은 가장 오래된 소형 접책으로, 동아시아 제본술의 진화에 있어 중요한 단계를 보여준다.
당나라는 기술과 문화 면에서 주변 국가들, 특히 한국과 일본에 큰 영향을 미쳤기 때문에 이 제본 양식은 결국 해당 지역으로 퍼져 나갔으며, 그곳에서도 불경 인쇄와 밀접하게 관련되었다. 불경 외에도 접책 제본 양식은 결국 다른 종류의 글에도 사용되기 시작했다. 예를 들어, 12세기 일본에서 콘서티나 형식으로 등장한 가장 인기 있는 책 중 하나는 겐지모노가타리였다. 접책 제본 양식은 이후 원나라와 명나라와 같은 후대 중국 왕조를 거쳐 티베트와 서하와 같은 다른 지역으로도 확산되었다.

### 용도
시릴 제임스 험프리스 대븐포트(Cyril James Humphries Davenport)는 1898년 강연에서 "중국인, 일본인, 한국인들은 일찍이 두루마리에 글을 쓰는 것이 가장 편리하다는 것을 알았고, 그들은 또한 두루마리를 글이나 인쇄된 '페이지' 사이에서 단순히 앞뒤로 접으면 책 전체를 읽기 더 쉬워진다는 것을 처음으로 알아냈으며, 이 형태는 ... 오늘날까지 이들 나라에서 사용되고 있다"고 언급했다.

## 갤러리

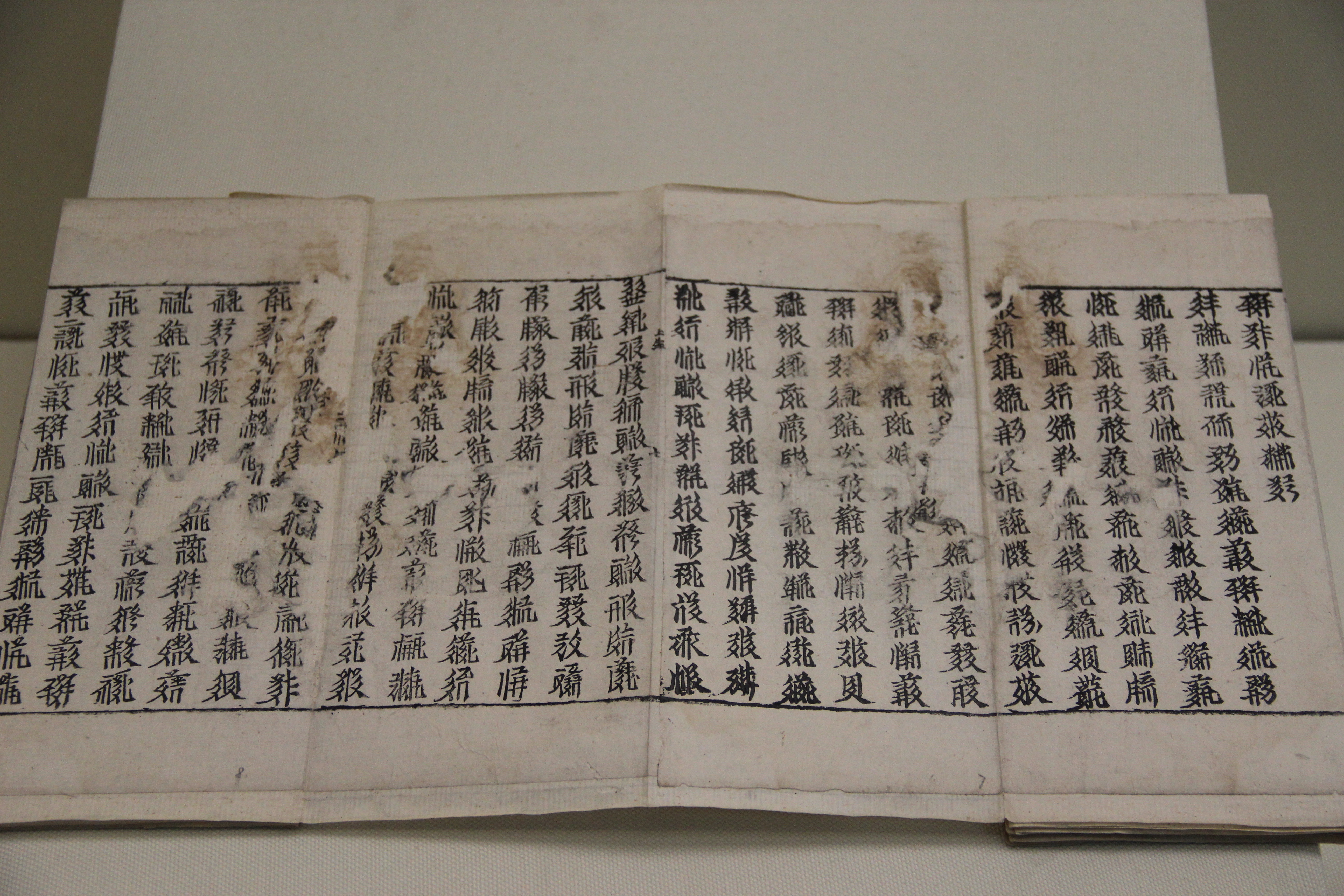
서하 (1038 - 1227) 서하어로 쓰여진 불경과 전통 접책으로 제본
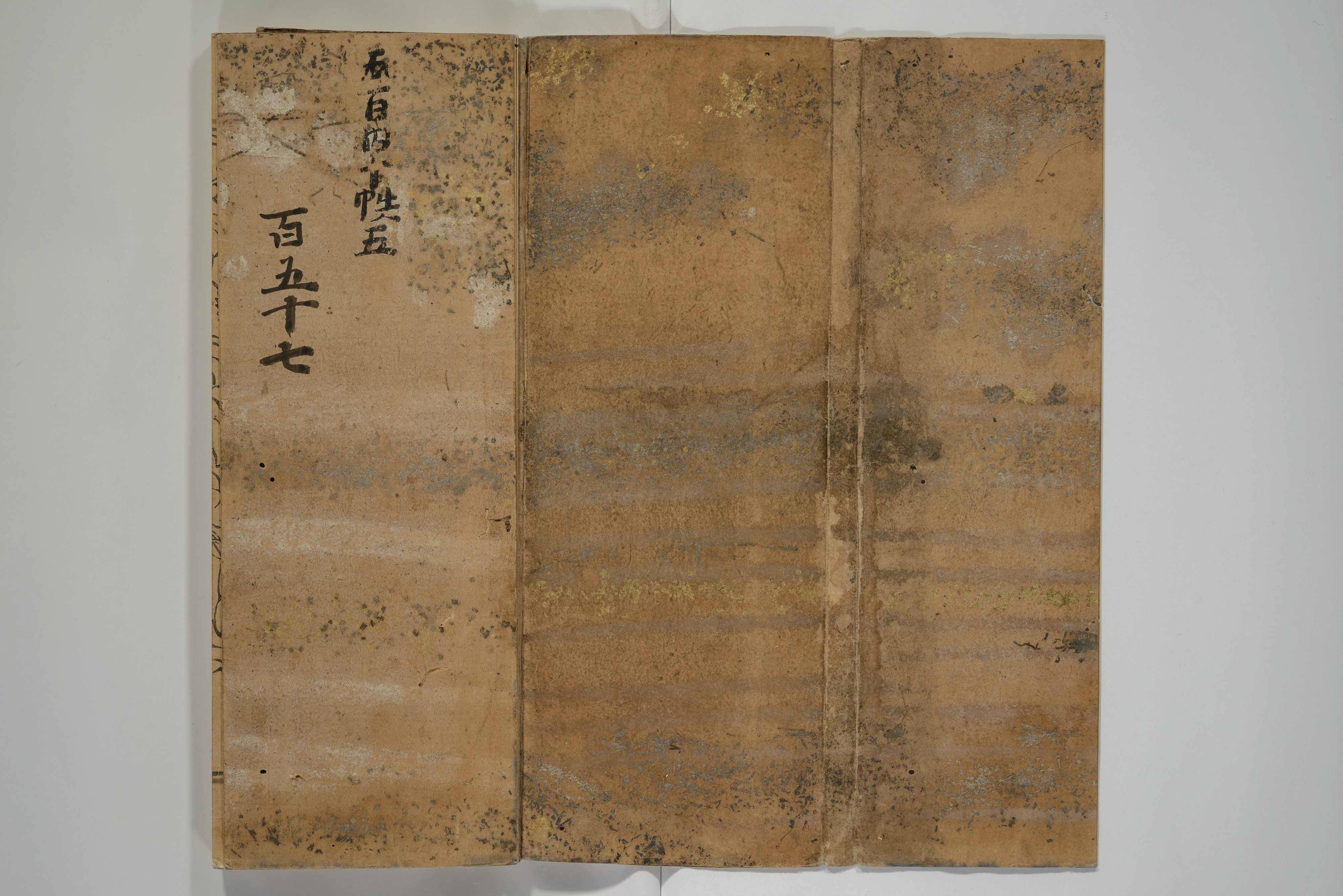
반야바라밀경 (1383)
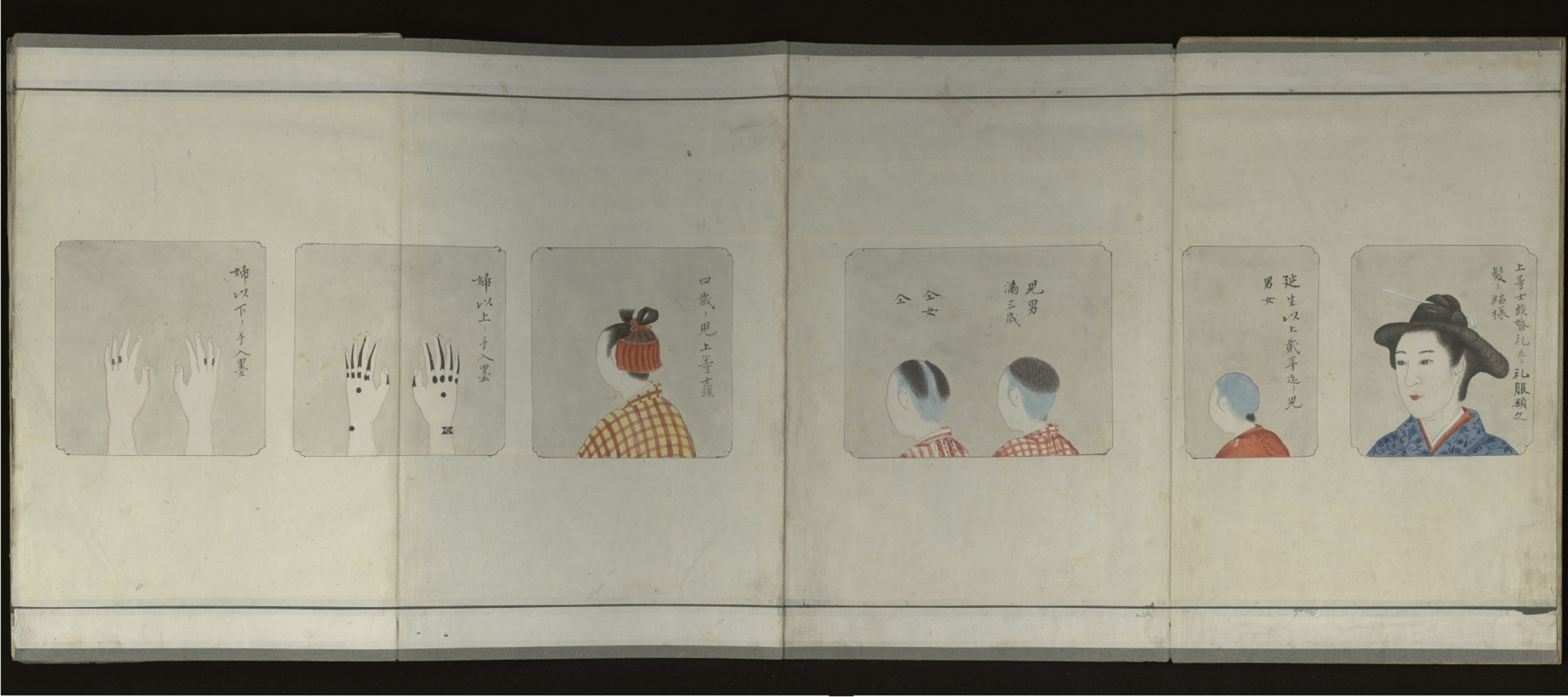
나카소네 쇼잔의 오키나와 풍습 삽화 (1889)
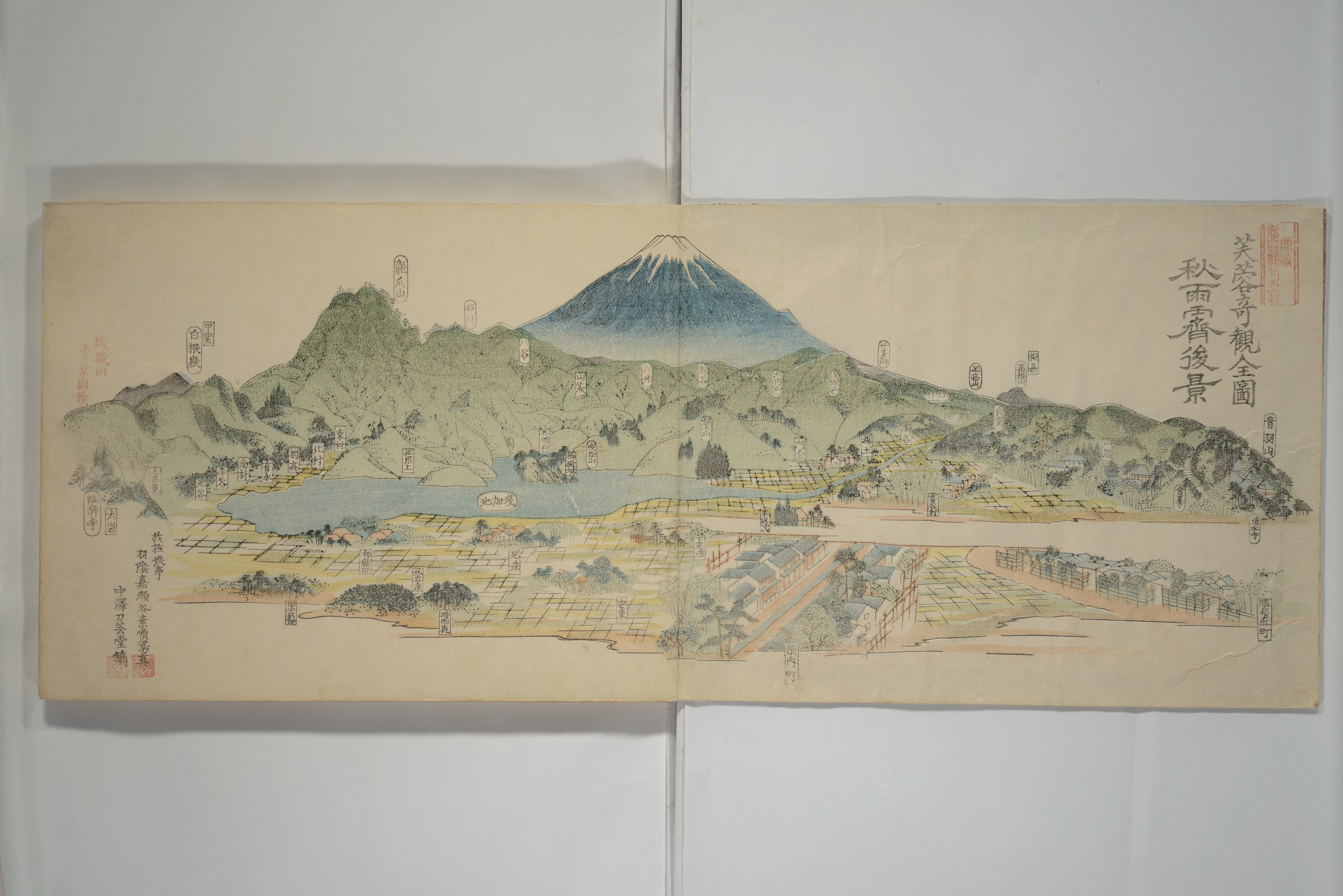
야마다 요시쓰나의 후지산의 인상적인 풍경 (1828)

## 같이 보기
- 제본